# Córdova (departamento)
Córdova (em castelhano: Córdoba) é um departamento da Colômbia.

## Municípios
O departamento é constituído de 28 municípios 
1. Ayapel
2. Buenavista
3. Canalete
4. Cereté
5. Chimá
6. Chinú
7. Ciénaga de Oro
8. Cotorra
9. La Apartada
10. Lorica
11. Los Córdobas
12. Momil
13. Monitos
14. Montelíbano
15. Montería
16. Planeta Rica
17. Pueblo Nuevo
18. Puerto Escondido
19. Puerto Libertador
20. Purísima
21. Sahagún
22. San Andrés de Sotavento
23. San Antero
24. San Bernardo del Viento
25. San Carlos
26. San José de Uré
27. San Pelayo
28. Tierralta
29. Tuchín
30. Valencia

### Etnias
| Cor/Raça           | Porcentagem |
| ------------------ | ----------- |
| Mestiços e Brancos | 76,39%      |
| Afro-colombianos   | 13,21%      |
| Indígenas          | 10,39%      |